# Silva mala
La Silva mala (o Sylva mala) era un bosco acquitrinoso che, dall'epoca altoimperiale fino a quella medievale, si estendeva alle pendici del Vesuvio, nell'area oggi occupata dai comuni di Trecase, Boscoreale, Boscotrecase e Terzigno.

## Storia
Dopo l'eruzione del Vesuvio del 79, una fitta coltre di cenere e lava si depositò sulla Valle del Sarno, determinandone l'abbandono e causando l'innalzamento dei bacini fluviali del Sarno e del Sebeto, con il conseguente ristagno delle acque di superficie; questo, insieme con i detriti che dapprima avevano reso sterile la terra e che funsero poi da fertilizzante, provocò la formazione di un'area di acquitrino e fitta boscaglia che venne chiamata dai Romani Silva mala. La presenza di questo bosco precluse per lungo tempo, anche durante le dominazioni angioine e aragonesi, la coltivazione e l'insediamento permanente, portando la popolazione a stabilirsi sulle basse alture circostanti, in centri come Civita Giuliana, Lettere e Sarno; la Silva mala soffocò inoltre la strada che collegava Pompei ed Ercolano a Nocera. 
Il territorio, aggregato intorno all'anno 1000 al Ducato napoletano, nella seconda metà del XIII secolo risultava in parte di proprietà dell'arcivescovo di Napoli e in parte della Corona. In tale periodo, Federico II di Svevia prima e Carlo I d'Angiò poi, designarono la Silva mala come riserva di caccia; le battute che vi si svolgevano avevano come base il castello baronale di Torre del Greco. Il terreno venne inoltre concesso per il pascolo, il legnatico e l'erbatico al monastero situato sullo Scoglio di Rovigliano.
Nel 1337, su pressione della moglie Sancha, Roberto d'Angiò cedette parte della Silva mala a tre monasteri napoletani, con il compito di disboscarla e di popolarla, in quanto rifugio di briganti; contemporaneamente, la Silva mala retrocedette anche di fronte al lento e progressivo appoderamento messo in atto dagli abitanti di Torre Annunziata. In tal modo sorsero, all'inizio del XVI secolo, le prime abitazioni stabili, corrispondenti all'odierno abitato di Trecase; altre vennero costruite negli anni successivi, dando origine agli abitati di Boscotrecase e Boscoreale.